# Septième district congressionnel de Pennsylvanie
Le 7e district congressionnel de Pennsylvanie comprend la totalité des comtés de Carbon, Lehigh et Northampton, ainsi que certaines parties du comté de Monroe. Le district est représenté par la Démocrate Susan Wild.
De mars 2003 à 2018, le district a incorporé des parties de la banlieue de Philadelphie, y compris la majeure partie du comté de Delaware, ainsi que des parties des comtés de Chester, Montgomery, Berks et Lancaster. Le district a présenté une extrême non-congruité pendant cette période en raison du gerrymandering. Le 22 janvier 2018, la Cour suprême de Pennsylvanie a statué que la carte violait la constitution de l'État et, en février, elle a publié ses propres limites de district à utiliser lors des élections de 2018 et pour la représentation par la suite. La plupart de la population de l'ancien 7e district est devenue partie d'un nouveau 5e district, englobant tout le comté de Delaware et certaines parties du sud de Philadelphie, tandis que la majeure partie de l'ancien 15e district est devenue le nouveau 7e district,. Lors du cycle de redécoupage de 2020, le comté de Carbon a été ajouté au district, en échange de la zone autour d'East Stroudsburg dans le comté de Monroe.
Pat Meehan, qui représentait l'ancien 7e district depuis 2011, a démissionné le 27 avril 2018, au milieu d'une affaire de harcèlement sexuel. Mary Gay Scanlon a remporté l'élection spéciale du 6 novembre 2018 pour le remplacer pour le reste de son mandat, et elle a servi pendant un peu moins de deux mois en tant que dernière représentante de l'ancien 7e district avant d'être transférée au 5e district nouvellement redessiné. Susan Wild a remporté les élections générales dans le 7e district nouvellement redessiné et a pris ses fonctions le 3 janvier 2019.
Le district a été identifié comme un baromètre présidentiel par le Sabato's Crystal Ball, ayant voté pour le vainqueur du collège électoral lors des quatre dernières élections présidentielles en 2020.

## Géographie
La version 2003-2012 du district était située dans le sud-est de la Pennsylvanie. Il contenait les banlieues ouest et nord-ouest de Philadelphie. Il comprenait la majorité du comté de Delaware (à l'exception de la ville de Chester et de certains arrondissements de l'est), une partie du comté de Chester à l'est de West Chester dans la zone aisée de la ligne principale de Philadelphie et une partie du sud du comté de Montgomery centrée sur Upper Merion Township.
La version 2013-2018 du district contenait la majeure partie du comté de Delaware en dehors de la ville de Chester et des townships et arrondissements fortement afro-américains de la partie est du comté. Il contenait également des parties du centre du comté de Montgomery, des parties sud du comté de Berks, des parties sud et centrale du comté de Chester et une petite partie de l'est du comté de Lancaster. Le district tel qu'il se présentait en octobre 2016 a été cité dans l'émission On the Media de NPR comme un exemple flagrant de gerrymandering. La forme du district a été décrite comme « Dingo donnant un coup de pied à Donald Duck. Le seul point qui y est essentiellement contigu est le pied de Dingo à l'arrière de Donald Duck. …Cependant, ces limites de district sont les éléments constitutifs de la démocratie, et lorsqu'elles deviennent aussi perverties et tordues, il conduit à des résultats profondément antidémocratiques. » Le Washington Post l'a classé parmi les dix districts les plus remaniés du pays.
Le 19 février 2018, la Cour suprême de Pennsylvanie a publié une nouvelle carte congressionnelle après que les législateurs n'étaient pas parvenus à s'entendre sur une carte qui réduirait le gerrymandering. La carte a considérablement redessiné le district, le déplaçant vers la Vallée de Lehigh. Le district nouvellement redessiné comprend tout le comté de Lehigh et le comté de Northampton ainsi que certaines parties du comté de Monroe.

## Historique de vote
| Année | Poste        | Résultats                   |
| ----- | ------------ | --------------------------- |
| 2002  | Représentant | Weldon (en) 66,1 % - 33,9 % |
| 2004  | Président    | Kerry 53,0 % - 47,0 %       |
| 2004  | Représentant | Weldon (en) 58,8 % - 40,3 % |
| 2006  | Représentant | Sestak 56,4 % - 43,6 %      |
| 2008  | Président    | Obama 56,0 % - 43,0 %       |
| 2008  | Représentant | Sestak 59,6 % - 40,3 %      |
| 2010  | Représentant | Meehan 54,9 % - 44,1 %      |
| 2012  | Président    | Romney 50,4 % - 48,5 %      |
| 2012  | Représentant | Meehan 59,4 % - 44,1 %      |
| 2014  | Représentant | Meehan 62,0 % - 38,0 %      |
| 2016  | Président    | Clinton 49,3 % - 47,0 %     |
| 2016  | Représentant | Meehan 59,5 % - 40,5 %      |
| 2018  | Représentant | Scanlon 52,3 % - 46,0 %     |
| 2018  | Représentant | Wild 53,5 % - 43,5 %        |
| 2020  | Président    | Biden 51,8 % - 47,0 %       |
| 2020  | Représentant | Wild 51,9 % - 48,1 %        |
| 2022  | Représentant | Wild 51,0 % - 49,0 %        |

## Liste des Représentants du district

### 1791 - 1793: Un siège
District établit en 1791.
| Membre                          | Parti              | Années                    | Congrès | Histoire électorale                                                                              |
| ------------------------------- | ------------------ | ------------------------- | ------- | ------------------------------------------------------------------------------------------------ |
| District établit le 4 mars 1791 |                    |                           |         |                                                                                                  |
| Thomas Hartley (en)             | Pro Administration | 4 mars 1791 - 3 mars 1793 | 2e      | Redécoupage depuis le district at-large et réélu en 1791. Redécoupage vers le district at-large. |

District redécoupé en 1793 vers le district at-large.

### 1795 - 1823: Un siège
| Membre               | Parti                 | Années                             | Congrès   | Histoire électorale |
| -------------------- | --------------------- | ---------------------------------- | --------- | --- |
| John W. Kittera (en) | Fédéraliste           | 4 mars 1795 - 3 mars 1801          | 4e - 6e   | Redécoupage depuis le district at-large et réélu en 1794. Réélu en 1796. Réélu en 1798. Retrait.                                    |
| Thomas Boude (en)    | Fédéraliste           | 4 mars 1801 - 3 mars 1803          | 7e        | Élu en 1800. Redécoupage vers le 3e district et perd sa réélection.                                                                 |
| John Rea (en)        | Républicain-Démocrate | 4 mars 1803 - 3 mars 1811          | 8e - 11e  | Élu en 1802. Réélu en 1804. Réélu en 1806. Réélu en 1808. Perd sa réélection.                                                       |
| William Piper (en)   | Républicain-Démocrate | 4 mars 1811 - 3 mars 1813          | 12e       | Élu en 1810. Redécoupage vers le 8e district.                                                                                       |
| John M. Hyneman (en) | Républicain-Démocrate | 4 mars 1811 - 3 mars 1813          | 13e       | Redécoupage depuis le 3e district et réélu en 1812. Démission.                                                                      |
| Vacant               | Vacant                | 2 août 1813 - 12 octobre 1813      | 13e       | |
| Daniel Udree (en)    | Républicain-Démocrate | 12 octobre 1813 - 3 mars 1815      | 13e       | Élu le 12 octobre 1813 pour terminer le mandat de Hyneman et intronisé le 6 décembre 1813. Perd sa réélection.                      |
| Joseph Hiester (en)  | Républicain-Démocrate | 4 mars 1815 - décembre 1820        | 14e - 16e | Élu en 1814. Réélu en 1816. Démissionne pour devenir Gouverneur de Californie.                                                      |
| Vacant               | Vacant                | décembre 1820 - 26 décembre 1820   | 16e       | |
| Daniel Udree (en)    | Républicain-Démocrate | 26 décembre 1820 - 3 mars 1821     | 16e       | Élu le 10 décembre 1820 pour terminer le mandat de Hiester et intronisé le 8 janvier 1821. N'est pas candidat pour un autre mandat. |
| Ludwig Worman (en)   | Fédéraliste           | 4 mars 1821 - 17 octobre 1822      | 17e       | Élu en 1820. Perd sa réélection et décède.                                                                                          |
| Vacant               | Vacant                | 17 octobre 1822 - 10 décembre 1822 | 17e       | |
| Daniel Udree (en)    | Républicain-Démocrate | 10 décembre 1822 - 3 mars 1823     | 17e       | Élu en 1822. Élu le 10 décembre 1822 pour terminer le mandat de Worman et intronisé le 23 décembre 1822.                            |

### 1823 - 1833: Deux sièges
| Membre              | Parti                 | Années                         | Congrès   | Histoire électorale |                             | Membre                | Parti                     | Années    | Congrès                                                      | Histoire électorale |
| ------------------- | --------------------- | ------------------------------ | --------- | --- | --------------------------- | --------------------- | ------------------------- | --------- | ------------------------------------------------------------ | ------------------- |
| Henry Wilson (en)   | Républicain-Démocrate | 4 mars 1823 - 3 mars 1825      | 18e       | Élu en 1822. Réélu en 1824. Décède. | Daniel Udree (en)           | Républicain-Démocrate | 4 mars 1823 - 3 mars 1825 | 18e       | Réélu en 1822. Retrait.                                      |                     |
| Henry Wilson (en)   | Jacksonien (en)       | 4 mars 1825 - 24 août 1826     | 19e       | Élu en 1822. Réélu en 1824. Décède. | William Addams (en)         | Jacksonien (en)       | 4 mars 1825 - 3 mars 1829 | 19e , 20e | Élu en 1824. Réélu en 1826. Perd sa réélection.              |                     |
| Vacant              | Vacant                | 24 août 1826 - 4 décembre 1826 | 19e       | | William Addams (en)         | Jacksonien (en)       | 4 mars 1825 - 3 mars 1829 | 19e , 20e | Élu en 1824. Réélu en 1826. Perd sa réélection.              |                     |
| Jacob Krebs (en)    | Jacksonien (en)       | 4 décembre 1826 - 3 mars 1827  | 19e       | Élu le 10 octobre 1826 pour terminer le mandat de Wilson et intronisé le 4 décembre 1826. N'a pas été candidat pour le mandat suivant. | William Addams (en)         | Jacksonien (en)       | 4 mars 1825 - 3 mars 1829 | 19e , 20e | Élu en 1824. Réélu en 1826. Perd sa réélection.              |                     |
| Joseph Fry Jr. (en) | Jacksonien (en)       | 4 mars 1827 - 3 mars 1831      | 20e , 21e | Élu en 1826. Réélu en 1828. Retrait.                                                                                                   | William Addams (en)         | Jacksonien (en)       | 4 mars 1825 - 3 mars 1829 | 19e , 20e | Élu en 1824. Réélu en 1826. Perd sa réélection.              |                     |
| Joseph Fry Jr. (en) | Jacksonien (en)       | 4 mars 1827 - 3 mars 1831      | 20e , 21e | Élu en 1826. Réélu en 1828. Retrait.                                                                                                   | Henry A. P. Muhlenberg (en) | Jacksonien (en)       | 4 mars 1829 - 3 mars 1833 | 21e , 22e | Élu en 1828. Réélu en 1830. Redécoupage vers le 9e district. |                     |
| Henry King (en)     | Jacksonien (en)       | 4 mars 1831 - 3 mars 1833      | 22e       | Élu en 1830. Redécoupage vers le 8e district.                                                                                          | Henry A. P. Muhlenberg (en) | Jacksonien (en)       | 4 mars 1829 - 3 mars 1833 | 21e , 22e | Élu en 1828. Réélu en 1830. Redécoupage vers le 9e district. |                     |

### 1833 - Présent: Un siège
| Membre                       | Parti                 | Années                            | Congrès        | Histoire électorale |
| ---------------------------- | --------------------- | --------------------------------- | -------------- | --- |
| David D. Wagener (en)        | Jacksonien (en)       | 4 mars 1833 - 3 mars 1837         | 23e , 24e      | Élu en 1832. Réélu en 1834. Réélu en 1836. Réélu en 1838. |
| David D. Wagener (en)        | Démocrate             | 4 mars 1837 - 3 mars 1841         | 25e , 26e      | Élu en 1832. Réélu en 1834. Réélu en 1836. Réélu en 1838. |
| John Westbrook (en)          | Démocrate             | 4 mars 1841 - 3 mars 1843         | 27e            | Élu en 1840. Retrait. |
| Abraham R. McIlvaine (en)    | Whig                  | 4 mars 1843 - 3 mars 1849         | 28e - 30e      | Élu en 1843. Réélu en 1844. Réélu en 1846. Perd sa renomination. |
| Jesse C. Dickey (en)         | Whig                  | 4 mars 1849 - 3 mars 1851         | 31e            | Élu en 1848. Perd sa réélection. |
| John A. Morrison (en)        | Démocrate             | 4 mars 1851 - 3 mars 1853         | 32e            | Élu en 1850. |
| Samuel A. Bridges (en)       | Démocrate             | 4 mars 1853 - 3 mars 1855         | 33e            | Élu en 1852. Perd sa réélection. |
| Samuel C. Bradshaw (en)      | Opposition Party (en) | 4 mars 1855 - 3 mars 1857         | 34e            | Élu en 1854. Perd sa réélection. |
| Henry Chapman (en)           | Démocrate             | 4 mars 1857 - 3 mars 1859         | 35e            | Élu en 1856. Retrait. |
| Henry C. Longnecker (en)     | Républicain           | 4 mars 1859 - 3 mars 1861         | 36e            | Élu en 1858. |
| Thomas B. Cooper (en)        | Démocrate             | 4 mars 1861 - 4 avril 1862        | 37e            | Élu en 1860. Décès. |
| Vacant                       | Vacant                | 4 avril 1862 - 3 juin 1862        | 37e            | |
| John D. Stiles (en)          | Démocrate             | 3 juin 1862 - 3 mars 1863         | 37e            | Élu pour terminer le mandat de Cooper. Redécoupage vers le 6e district. |
| John M. Broomall (en)        | Républicain           | 4 mars 1863 - 3 mars 1869         | 38e - 40e      | Élu en 1862. Réélu en 1864. Réélu en 1866. Retrait. |
| Washington Townsend (en)     | Républicain           | 4 mars 1869 - 3 mars 1875         | 41e - 43e      | Élu en 1868. Réélu en 1870. Réélu en 1872. Redécoupage vers le 6e district. |
| Alan Wood Jr. (en)           | Républicain           | 4 mars 1875 - 3 mars 1877         | 44e            | Élu en 1874. Retrait. |
| Isaac N. Evans (en)          | Républicain           | 4 mars 1877 - 3 mars 1879         | 45e            | Élu en 1876. Retrait. |
| William Godshalk (en)        | Républicain           | 4 mars 1879 - 3 mars 1883         | 46e , 47e      | Élu en 1878. Réélu en 1880. Retrait. |
| Isaac N. Evans (en)          | Républicain           | 4 mars 1883 - 3 mars 1887         | 48e , 49e      | Élu en 1882. Réélu en 1884. Retrait. |
| Robert M. Yardley (en)       | Républicain           | 4 mars 1887 - 3 mars 1891         | 50e , 51e      | Élu en 1886. Réélu en 1888. Retrait. |
| Edwin Hallowell (en)         | Démocrate             | 4 mars 1891 - 3 mars 1893         | 52e            | Élu en 1890. Perd sa réélection. |
| Irving P. Wanger (en)        | Républicain           | 4 mars 1893 - 3 mars 1903         | 53e - 57e      | Élu en 1892. Réélu en 1894. Réélu en 1896. Réélu en 1898. Réélu en 1900. Redécoupage vers le 8e district. |
| Thomas S. Butler             | Républicain           | 4 mars 1903 - 3 mars 1923         | 58e - 67e      | Redécoupage depuis le 6e district et réélu en 1902. Réélu en 1904. Réélu en 1906. Réélu en 1908. Réélu en 1910. Réélu en 1912. Réélu en 1914. Réélu en 1916. Réélu en 1918. Réélu en 1920. Redécoupage vers le 8e district. |
| George P. Darrow (en)        | Républicain           | 4 mars 1923 - 3 janvier 1937      | 68e - 74e      | Redécoupage depuis le 6e et réélu en 1922. Réélu en 1924. Réélu en 1926. Réélu en 1928. Réélu en 1930. Réélu en 1932. Réélu en 1934. Perd sa réélection.                                                                    |
| Ira W. Drew (en)             | Démocrate             | 3 janvier 1937 - 3 janvier 1939   | 75e            | Élu en 1936. Perd sa réélection. |
| George P. Darrow (en)        | Républicain           | 3 janvier 1939 - 3 janvier 1941   | 76e            | Élu en 1938. Retrait. |
| Hugh Scott (en)              | Républicain           | 3 janvier 1941 - 3 janvier 1945   | 77e , 78e      | Élu en 1940. Réélu en 1942. Perd sa réélection. |
| James Wolfenden (en)         | Républicain           | 3 janvier 1945 - 3 janvier 1947   | 79e            | Redécoupage depuis le 8e district et réélu en 1944. Retrait. |
| E. Wallace Chadwick (en)     | Républicain           | 3 janvier 1947 - 3 janvier 1949   | 80e            | Élu en 1946. Perd sa renomination. |
| Benjamin F. James (en)       | Républicain           | 3 janvier 1949 - 3 janvier 1959   | 81e - 85e      | Élu en 1948. Réélu en 1950. Réélu en 1952. Réélu en 1954. Réélu en 1956. Retrait. |
| William H. Milliken Jr. (en) | Républicain           | 3 janvier 1959 - 3 janvier 1965   | 86e - 88e      | Élu en 1958. Réélu en 1960. Réélu en 1962. Retrait. |
| G. Robert Watkins (en)       | Républicain           | 3 janvier 1965 - 3 janvier 1967   | 89e            | Élu en 1964. Redécoupage vers le 9e district. |
| Lawrence G. Williams (en)    | Républicain           | 3 janvier 1967 - 3 janvier 1975   | 90e - 93e      | Élu en 1966. Réélu en 1968. Réélu en 1970. Réélu en 1972. Perd sa réélection. |
| Robert W. Edgar (en)         | Démocrate             | 3 janvier 1975 - 3 janvier 1987   | 94e - 99e      | Élu en 1974. Réélu en 1976. Réélu en 1978. Réélu en 1980. Réélu en 1982. Réélu en 1984. Retrait pour se présenter comme Sénateur des États-Unis.                                                                            |
| Curt Weldon (en)             | Républicain           | 3 janvier 1987 - 3 janvier 2007   | 100e - 110e    | Élu en 1986. Réélu en 1988. Réélu en 1990. Réélu en 1992. Réélu en 1994. Réélu en 1996. Réélu en 1998. Réélu en 2000. Réélu en 2002. Réélu en 2004. Perd sa réélection.                                                     |
| Joe Sestak                   | Démocrate             | 3 janvier 2007 - 3 janvier 2011   | 110e , 111e    | Élu en 2006. Réélu en 2008. Retrait pour se présenter comme Sénateur des États-Unis. |
| Pat Meehan                   | Républicain           | 3 janvier 2011 - 27 avril 2018    | 112e - 115e    | Élu en 2010. Réélu en 2012. Réélu en 2014. Réélu en 2016. Démissionne. |
| Vacant                       | Vacant                | 27 avril 2018 - 13 novembre 2018  | 115e           | |
| Mary Gay Scanlon             | Démocrate             | 13 novembre 2018 - 3 janvier 2019 | 115e           | Élue pour terminer le mandat de Meehan. Redécoupage vers le 5e district. |
| Susan Wild                   | Démocrate             | 3 janvier 2019 - Présent          | 116e - Présent | Redécoupage depuis le 15e district et réélue en 2018. Réélue en 2020. Réélue en 2022. |

## Résultats des récentes élections
Voici les résultats des dix précédents cycles électoraux dans le district.

## Frontières historiques du district

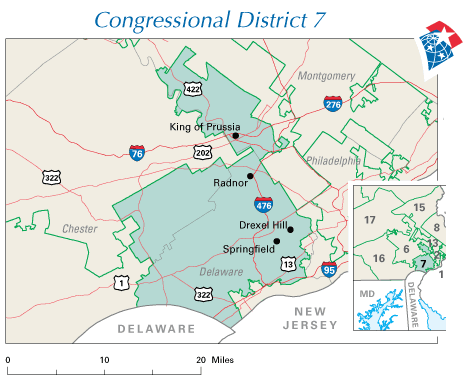
2003-2013

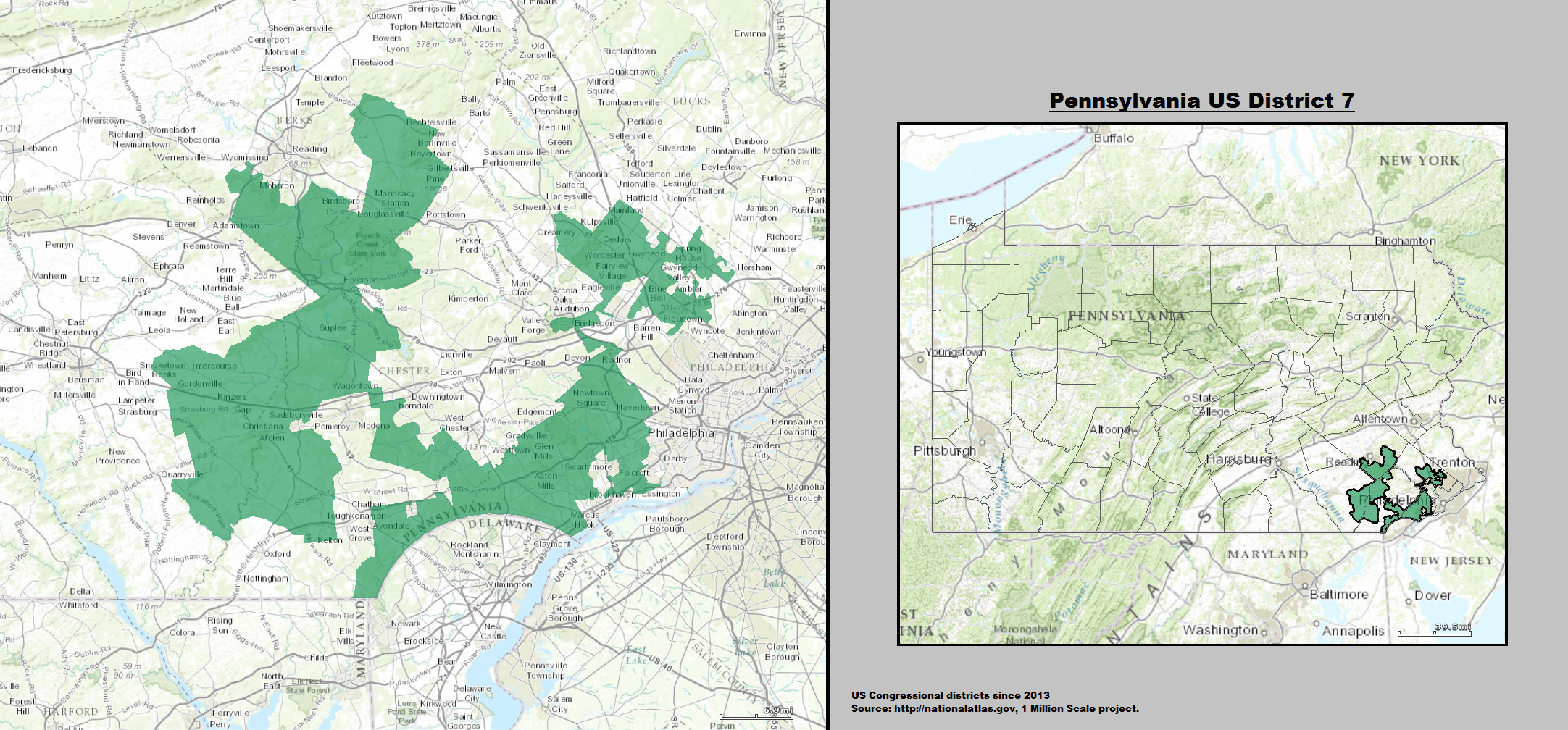
2013-2019

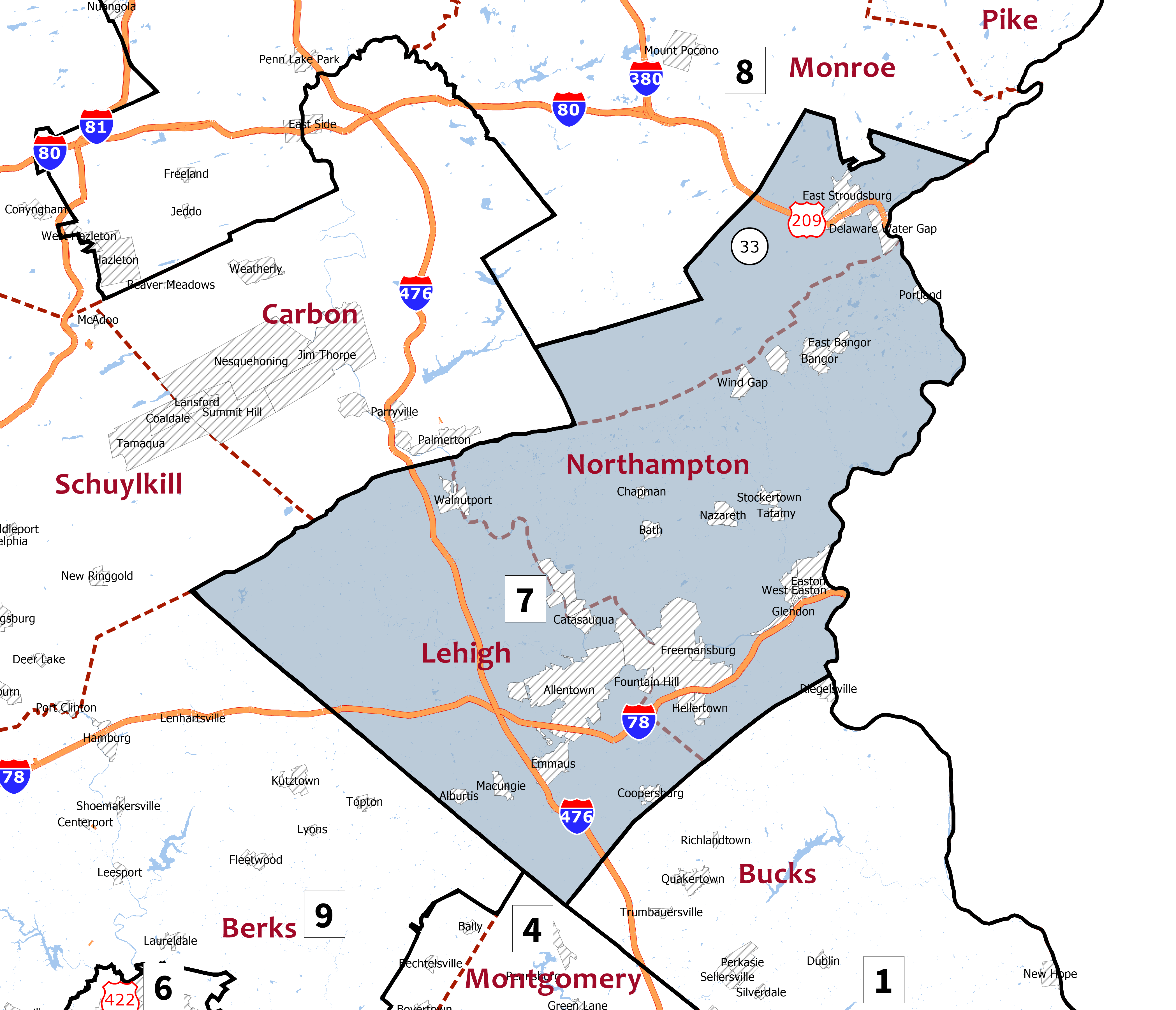
2019-2023

### 2004
| Élection de 2004 du 7e district congressionnel de Pennsylvania | Élection de 2004 du 7e district congressionnel de Pennsylvania | Élection de 2004 du 7e district congressionnel de Pennsylvania | Élection de 2004 du 7e district congressionnel de Pennsylvania | Élection de 2004 du 7e district congressionnel de Pennsylvania |
| -------------------------------------------------------------- | -------------------------------------------------------------- | -------------------------------------------------------------- | -------------------------------------------------------------- | -------------------------------------------------------------- |
| Parti                                                          | Parti                                                          | Candidat                                                       | Votes                                                          | %                                                              |
|                                                                | Républicain                                                    | Curt Weldon (en) (sortant)                                     | 196 556                                                        | 58,8                                                           |
|                                                                | Démocrate                                                      | Paul Scoles                                                    | 134 932                                                        | 40,3                                                           |
|                                                                | Libertarien                                                    | David Jahn                                                     | 3 039                                                          | 0,9                                                            |
| Total des votes                                                | Total des votes                                                | Total des votes                                                | 334 527                                                        | 100 %                                                          |
|                                                                | Les Républicains conservent                                    |                                                                |                                                                |                                                                |

### 2006
| Élection de 2006 du 7e district congressionnel de Pennsylvania | Élection de 2006 du 7e district congressionnel de Pennsylvania | Élection de 2006 du 7e district congressionnel de Pennsylvania | Élection de 2006 du 7e district congressionnel de Pennsylvania | Élection de 2006 du 7e district congressionnel de Pennsylvania |
| -------------------------------------------------------------- | -------------------------------------------------------------- | -------------------------------------------------------------- | -------------------------------------------------------------- | -------------------------------------------------------------- |
| Parti                                                          | Parti                                                          | Candidat                                                       | Votes                                                          | %                                                              |
|                                                                | Démocrate                                                      | Joe Sestak                                                     | 147 898                                                        | 56,4                                                           |
|                                                                | Républicain                                                    | Curt Weldon (en) (sortant)                                     | 114 426                                                        | 43,6                                                           |
|                                                                | Write-In                                                       | Write-In                                                       | 110                                                            | 0,0                                                            |
| Total des votes                                                | Total des votes                                                | Total des votes                                                | 262 434                                                        | 100 %                                                          |
|                                                                | Les Démocrates prennent aux Républicains                       |                                                                |                                                                |                                                                |

### 2008
| Élection de 2008 du 7e district congressionnel de Pennsylvania | Élection de 2008 du 7e district congressionnel de Pennsylvania | Élection de 2008 du 7e district congressionnel de Pennsylvania | Élection de 2008 du 7e district congressionnel de Pennsylvania | Élection de 2008 du 7e district congressionnel de Pennsylvania |
| -------------------------------------------------------------- | -------------------------------------------------------------- | -------------------------------------------------------------- | -------------------------------------------------------------- | -------------------------------------------------------------- |
| Parti                                                          | Parti                                                          | Candidat                                                       | Votes                                                          | %                                                              |
|                                                                | Démocrate                                                      | Joe Sestak (sortant)                                           | 209 955                                                        | 59,6                                                           |
|                                                                | Républicain                                                    | W. Craig Williams                                              | 142 362                                                        | 40,4                                                           |
| Total des votes                                                | Total des votes                                                | Total des votes                                                | 352 317                                                        | 100 %                                                          |
|                                                                | Les Démocrates conservent                                      |                                                                |                                                                |                                                                |

### 2010
| Élection de 2010 du 7e district congressionnel de Pennsylvania | Élection de 2010 du 7e district congressionnel de Pennsylvania | Élection de 2010 du 7e district congressionnel de Pennsylvania | Élection de 2010 du 7e district congressionnel de Pennsylvania | Élection de 2010 du 7e district congressionnel de Pennsylvania |
| -------------------------------------------------------------- | -------------------------------------------------------------- | -------------------------------------------------------------- | -------------------------------------------------------------- | -------------------------------------------------------------- |
| Parti                                                          | Parti                                                          | Candidat                                                       | Votes                                                          | %                                                              |
|                                                                | Républicain                                                    | Pat Meehan                                                     | 137 825                                                        | 54,9                                                           |
|                                                                | Démocrate                                                      | Bryan Lentz                                                    | 110 314                                                        | 44,0                                                           |
|                                                                | Indépendant                                                    | James D. Schneller                                             | 2 708                                                          | 1,1                                                            |
| Total des votes                                                | Total des votes                                                | Total des votes                                                | 250 847                                                        | 100 %                                                          |
|                                                                | Les Républicains prennent aux Démocrates                       |                                                                |                                                                |                                                                |

### 2012
| Élection de 2012 du 7e district congressionnel de Pennsylvania | Élection de 2012 du 7e district congressionnel de Pennsylvania | Élection de 2012 du 7e district congressionnel de Pennsylvania | Élection de 2012 du 7e district congressionnel de Pennsylvania | Élection de 2012 du 7e district congressionnel de Pennsylvania |
| -------------------------------------------------------------- | -------------------------------------------------------------- | -------------------------------------------------------------- | -------------------------------------------------------------- | -------------------------------------------------------------- |
| Parti                                                          | Parti                                                          | Candidat                                                       | Votes                                                          | %                                                              |
|                                                                | Républicain                                                    | Pat Meehan (sortant)                                           | 209 942                                                        | 59,4                                                           |
|                                                                | Démocrate                                                      | George Badey                                                   | 143 509                                                        | 40,6                                                           |
| Total des votes                                                | Total des votes                                                | Total des votes                                                | 353 451                                                        | 100 %                                                          |
|                                                                | Les Républicains conservent                                    |                                                                |                                                                |                                                                |

### 2014
| Élection de 2014 du 7e district congressionnel de Pennsylvania | Élection de 2014 du 7e district congressionnel de Pennsylvania | Élection de 2014 du 7e district congressionnel de Pennsylvania | Élection de 2014 du 7e district congressionnel de Pennsylvania | Élection de 2014 du 7e district congressionnel de Pennsylvania |
| -------------------------------------------------------------- | -------------------------------------------------------------- | -------------------------------------------------------------- | -------------------------------------------------------------- | -------------------------------------------------------------- |
| Parti                                                          | Parti                                                          | Candidat                                                       | Votes                                                          | %                                                              |
|                                                                | Républicain                                                    | Pat Meehan (sortant)                                           | 145 869                                                        | 62,0                                                           |
|                                                                | Démocrate                                                      | Mary Ellen Balchunis                                           | 89 256                                                         | 38,0                                                           |
| Total des votes                                                | Total des votes                                                | Total des votes                                                | 235 125                                                        | 100 %                                                          |
|                                                                | Les Républicains conservent                                    |                                                                |                                                                |                                                                |

### 2016
| Élection de 2016 du 7e district congressionnel de Pennsylvania | Élection de 2016 du 7e district congressionnel de Pennsylvania | Élection de 2016 du 7e district congressionnel de Pennsylvania | Élection de 2016 du 7e district congressionnel de Pennsylvania | Élection de 2016 du 7e district congressionnel de Pennsylvania |
| -------------------------------------------------------------- | -------------------------------------------------------------- | -------------------------------------------------------------- | -------------------------------------------------------------- | -------------------------------------------------------------- |
| Parti                                                          | Parti                                                          | Candidat                                                       | Votes                                                          | %                                                              |
|                                                                | Républicain                                                    | Pat Meehan (sortant)                                           | 225 678                                                        | 59,5                                                           |
|                                                                | Démocrate                                                      | Mary Ellen Balchunis                                           | 153 824                                                        | 40,5                                                           |
| Total des votes                                                | Total des votes                                                | Total des votes                                                | 379 502                                                        | 100 %                                                          |
|                                                                | Les Républicains conservent                                    |                                                                |                                                                |                                                                |

### 2018 (Spéciale)
| Élection Spéciale de 2018 du 7e district congressionnel de Pennsylvania | Élection Spéciale de 2018 du 7e district congressionnel de Pennsylvania | Élection Spéciale de 2018 du 7e district congressionnel de Pennsylvania | Élection Spéciale de 2018 du 7e district congressionnel de Pennsylvania | Élection Spéciale de 2018 du 7e district congressionnel de Pennsylvania |
| ----------------------------------------------------------------------- | ----------------------------------------------------------------------- | ----------------------------------------------------------------------- | ----------------------------------------------------------------------- | ----------------------------------------------------------------------- |
| Parti                                                                   | Parti                                                                   | Candidat                                                                | Votes                                                                   | %                                                                       |
|                                                                         | Démocrate                                                               | Mary Gay Scanlon                                                        | 173 268                                                                 | 52,3                                                                    |
|                                                                         | Républicain                                                             | Pearl Kim                                                               | 152 503                                                                 | 46,0                                                                    |
|                                                                         | Libertarien                                                             | Sandra Salas                                                            | 3 177                                                                   | 1,0                                                                     |
|                                                                         | Vert                                                                    | Brianna Johnston                                                        | 2 511                                                                   | 0,8                                                                     |
| Total des votes                                                         | Total des votes                                                         | Total des votes                                                         | 331 459                                                                 | 100 %                                                                   |
|                                                                         | Les Démocrates prennent aux Républicains                                |                                                                         |                                                                         |                                                                         |

### 2018
| Élection de 2018 du 7e district congressionnel de Pennsylvania | Élection de 2018 du 7e district congressionnel de Pennsylvania | Élection de 2018 du 7e district congressionnel de Pennsylvania | Élection de 2018 du 7e district congressionnel de Pennsylvania | Élection de 2018 du 7e district congressionnel de Pennsylvania |
| -------------------------------------------------------------- | -------------------------------------------------------------- | -------------------------------------------------------------- | -------------------------------------------------------------- | -------------------------------------------------------------- |
| Parti                                                          | Parti                                                          | Candidat                                                       | Votes                                                          | %                                                              |
|                                                                | Démocrate                                                      | Susan Wild                                                     | 140 813                                                        | 53,5                                                           |
|                                                                | Républicain                                                    | Pearl Kim                                                      | 114 437                                                        | 43,5                                                           |
|                                                                | Libertarien                                                    | Sandra Salas                                                   | 8 011                                                          | 3,0                                                            |
| Total des votes                                                | Total des votes                                                | Total des votes                                                | 263 261                                                        | 100 %                                                          |
|                                                                | Les Démocrates conservent                                      |                                                                |                                                                |                                                                |

### 2020
| Élection de 2020 du 7e district congressionnel de Pennsylvania | Élection de 2020 du 7e district congressionnel de Pennsylvania | Élection de 2020 du 7e district congressionnel de Pennsylvania | Élection de 2020 du 7e district congressionnel de Pennsylvania | Élection de 2020 du 7e district congressionnel de Pennsylvania |
| -------------------------------------------------------------- | -------------------------------------------------------------- | -------------------------------------------------------------- | -------------------------------------------------------------- | -------------------------------------------------------------- |
| Parti                                                          | Parti                                                          | Candidat                                                       | Votes                                                          | %                                                              |
|                                                                | Démocrate                                                      | Susan Wild (sortante)                                          | 195 475                                                        | 51,9                                                           |
|                                                                | Républicain                                                    | Lisa Scheller                                                  | 181 407                                                        | 48,1                                                           |
|                                                                | Indépendant                                                    | Anthony Sayegh (write-in)                                      | 0                                                              | 0,0                                                            |
| Total des votes                                                | Total des votes                                                | Total des votes                                                | 376 882                                                        | 100 %                                                          |
|                                                                | Les Démocrates conservent                                      |                                                                |                                                                |                                                                |

### 2022
| Primaire Démocrate de 2022 du 7e district congressionnel de Pennsylvania | Primaire Démocrate de 2022 du 7e district congressionnel de Pennsylvania | Primaire Démocrate de 2022 du 7e district congressionnel de Pennsylvania | Primaire Démocrate de 2022 du 7e district congressionnel de Pennsylvania | Primaire Démocrate de 2022 du 7e district congressionnel de Pennsylvania |
| ------------------------------------------------------------------------ | ------------------------------------------------------------------------ | ------------------------------------------------------------------------ | ------------------------------------------------------------------------ | ------------------------------------------------------------------------ |
| Parti                                                                    | Parti                                                                    | Candidat                                                                 | Votes                                                                    | %                                                                        |
|                                                                          | Démocrate                                                                | Susan Wild (sortante)                                                    | 63 817                                                                   | 100 %                                                                    |

| Primaire Républicaine de 2022 du 7e district congressionnel de Pennsylvania | Primaire Républicaine de 2022 du 7e district congressionnel de Pennsylvania | Primaire Républicaine de 2022 du 7e district congressionnel de Pennsylvania | Primaire Républicaine de 2022 du 7e district congressionnel de Pennsylvania | Primaire Républicaine de 2022 du 7e district congressionnel de Pennsylvania |
| --------------------------------------------------------------------------- | --------------------------------------------------------------------------- | --------------------------------------------------------------------------- | --------------------------------------------------------------------------- | --------------------------------------------------------------------------- |
| Parti                                                                       | Parti                                                                       | Candidat                                                                    | Votes                                                                       | %                                                                           |
|                                                                             | Républicain                                                                 | Lisa Scheller                                                               | 34 504                                                                      | 51,3                                                                        |
|                                                                             | Républicain                                                                 | Kevin Dellicker                                                             | 32 713                                                                      | 48,7                                                                        |

| Élection de 2022 du 7e district congressionnel de Pennsylvania | Élection de 2022 du 7e district congressionnel de Pennsylvania | Élection de 2022 du 7e district congressionnel de Pennsylvania | Élection de 2022 du 7e district congressionnel de Pennsylvania | Élection de 2022 du 7e district congressionnel de Pennsylvania |
| -------------------------------------------------------------- | -------------------------------------------------------------- | -------------------------------------------------------------- | -------------------------------------------------------------- | -------------------------------------------------------------- |
| Parti                                                          | Parti                                                          | Candidat                                                       | Votes                                                          | %                                                              |
|                                                                | Démocrate                                                      | Susan Wild (sortante)                                          | 151 364                                                        | 51,0                                                           |
|                                                                | Républicain                                                    | Lisa Scheller                                                  | 145 527                                                        | 49,0                                                           |
| Total des votes                                                | Total des votes                                                | Total des votes                                                | 296 891                                                        | 100 %                                                          |
|                                                                | Les Démocrates conservent                                      |                                                                |                                                                |                                                                |

### 2024
| Primaire Démocrate de 2024 du 7e district congressionnel de Pennsylvania | Primaire Démocrate de 2024 du 7e district congressionnel de Pennsylvania | Primaire Démocrate de 2024 du 7e district congressionnel de Pennsylvania | Primaire Démocrate de 2024 du 7e district congressionnel de Pennsylvania | Primaire Démocrate de 2024 du 7e district congressionnel de Pennsylvania |
| ------------------------------------------------------------------------ | ------------------------------------------------------------------------ | ------------------------------------------------------------------------ | ------------------------------------------------------------------------ | ------------------------------------------------------------------------ |
| Parti                                                                    | Parti                                                                    | Candidat                                                                 | Votes                                                                    | %                                                                        |
|                                                                          | Démocrate                                                                | Susan Wild (sortante)                                                    | 55 259                                                                   | 100 %                                                                    |

| Primaire Républicaine de 2024 du 7e district congressionnel de Pennsylvania | Primaire Républicaine de 2024 du 7e district congressionnel de Pennsylvania | Primaire Républicaine de 2024 du 7e district congressionnel de Pennsylvania | Primaire Républicaine de 2024 du 7e district congressionnel de Pennsylvania | Primaire Républicaine de 2024 du 7e district congressionnel de Pennsylvania |
| --------------------------------------------------------------------------- | --------------------------------------------------------------------------- | --------------------------------------------------------------------------- | --------------------------------------------------------------------------- | --------------------------------------------------------------------------- |
| Parti                                                                       | Parti                                                                       | Candidat                                                                    | Votes                                                                       | %                                                                           |
|                                                                             | Républicain                                                                 | Ryan Mackenzie                                                              | 23 554                                                                      | 42,6                                                                        |
|                                                                             | Républicain                                                                 | Kevin Dellicker                                                             | 18 829                                                                      | 34,0                                                                        |
|                                                                             | Républicain                                                                 | Maria Montero                                                               | 12 946                                                                      | 23,4                                                                        |

| Élection de 2024 du 7e district congressionnel de Pennsylvania | Élection de 2024 du 7e district congressionnel de Pennsylvania | Élection de 2024 du 7e district congressionnel de Pennsylvania | Élection de 2024 du 7e district congressionnel de Pennsylvania | Élection de 2024 du 7e district congressionnel de Pennsylvania |
| -------------------------------------------------------------- | -------------------------------------------------------------- | -------------------------------------------------------------- | -------------------------------------------------------------- | -------------------------------------------------------------- |
| Parti                                                          | Parti                                                          | Candidat                                                       | Votes                                                          | %                                                              |
|                                                                | Démocrate                                                      | Susan Wild (sortante)                                          | TBD                                                            | TBD                                                            |
|                                                                | Républicain                                                    | Lisa Scheller                                                  | TBD                                                            | TBD                                                            |
| Total des votes                                                | Total des votes                                                | Total des votes                                                | TBD                                                            | 100 %                                                          |
|                                                                |                                                                |                                                                |                                                                |                                                                |